# Staatliche Akademie der Bildenden Künste Karlsruhe
Die Staatliche Akademie der Bildenden Künste in Karlsruhe ist mit rund 344 Studenten (Sommersemester 2023) eine der kleineren deutschen Hochschulen für Bildende Kunst. Sie untersteht dem Ministerium für Wissenschaft, Forschung und Kunst des Landes Baden-Württemberg. Die Klassen der ehemaligen Außenstelle Freiburg wechselten mit Beginn des Wintersemesters 2017/18 nach Karlsruhe.

## Geschichte

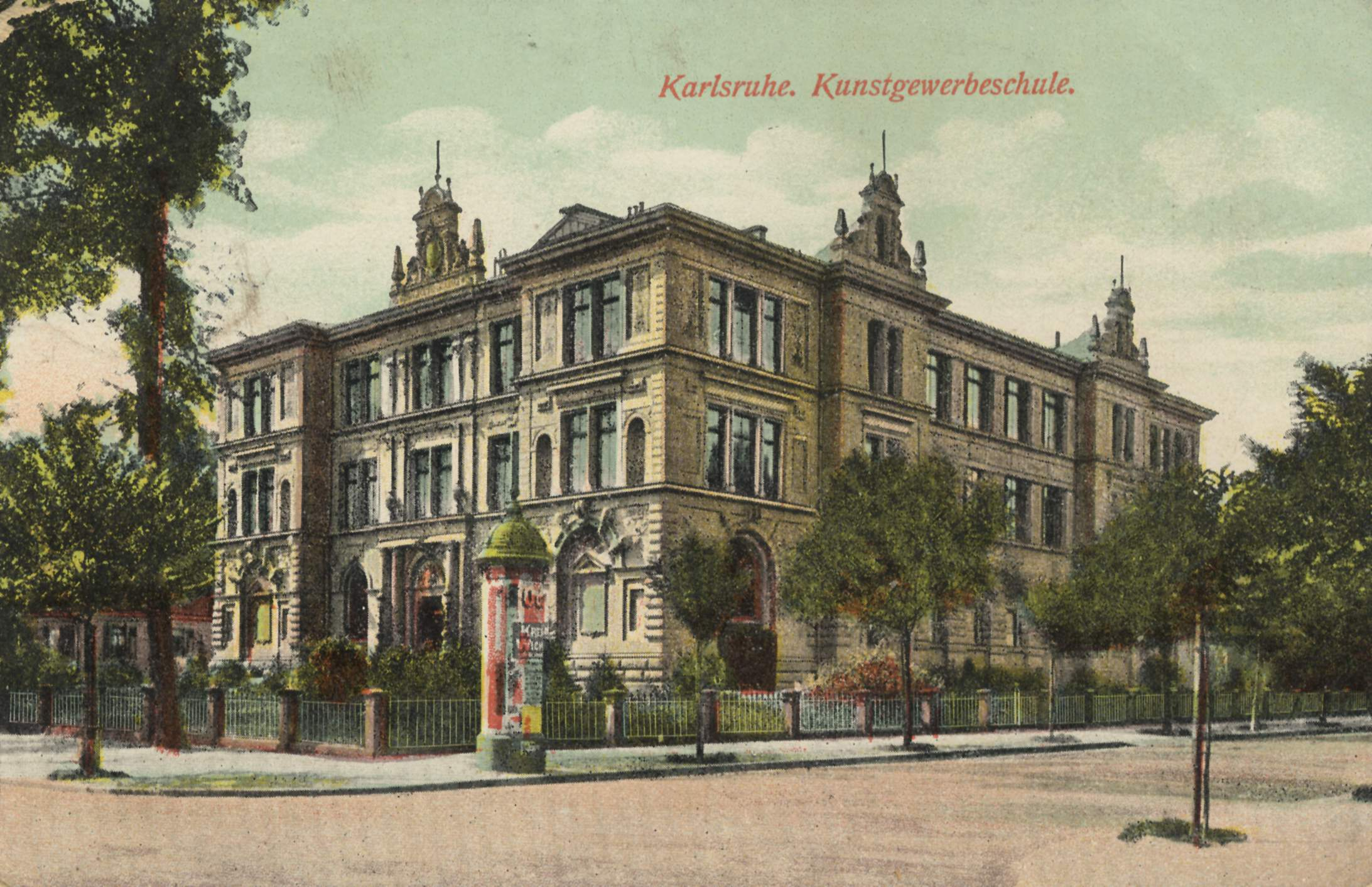
Ansichtskarte der „Kunstgewerbeschule“ von 1909

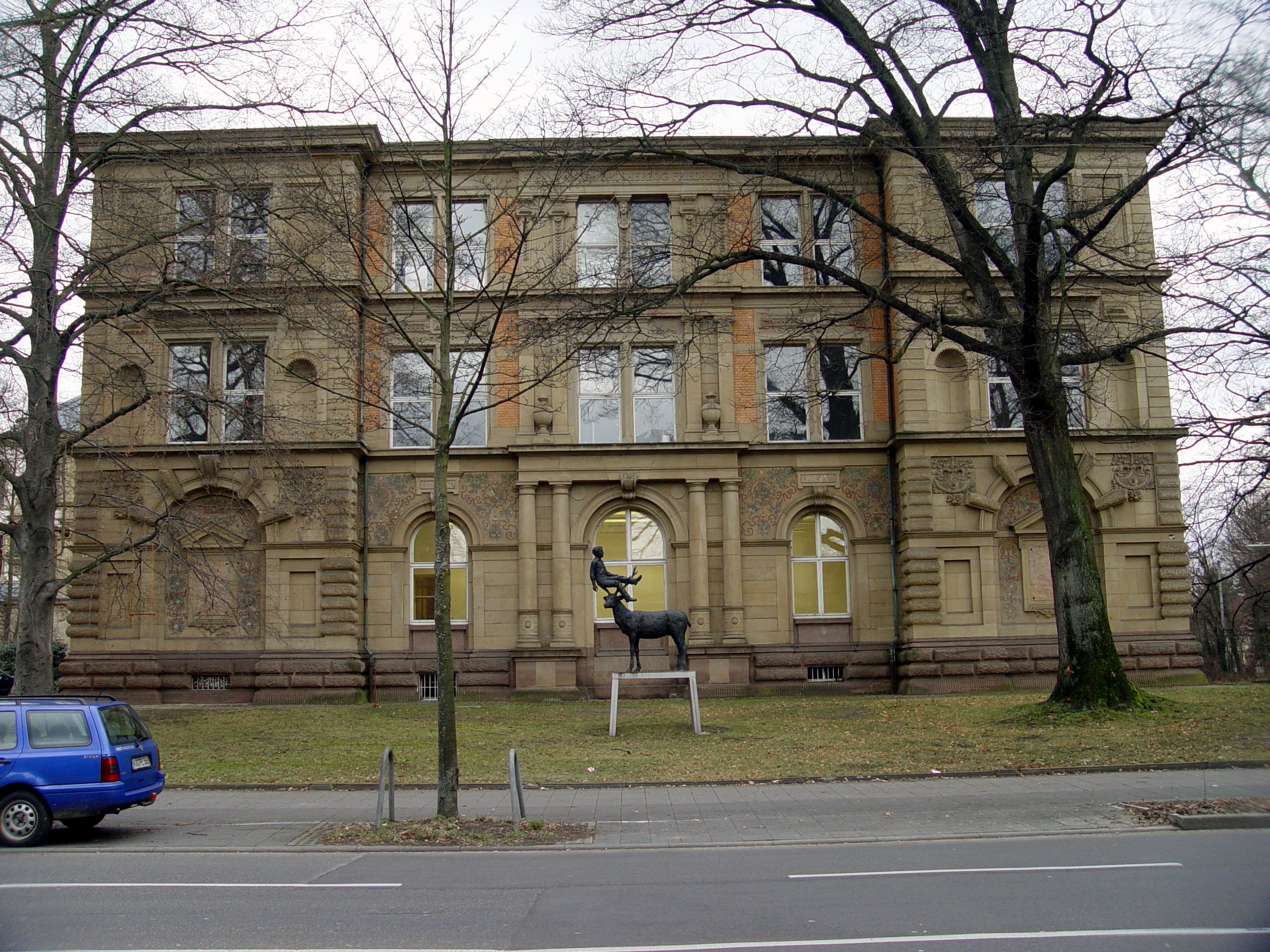
Hauptgebäude der Staatlichen Akademie der Bildenden Künste Karlsruhe, Mann mit Hirsch von Stephan Balkenhol

Der Ursprung der Kunsthochschule geht auf das Jahr 1854 und die Gründung der Großherzoglich Badischen Kunstschule Karlsruhe durch den damaligen Prinzregenten und späteren Großherzog Friedrich I. von Baden zurück. Erster Direktor war der Düsseldorfer Landschaftsmaler Johann Wilhelm Schirmer. Sowohl als Pädagoge als auch als Reformer mit verwaltungstechnischen Kenntnissen entwickelte er ein fortschrittliches Lehrprogramm für die „Großherzogliche Kunstschule“. Es wurde nicht nur die im 19. Jahrhundert als avantgardistisch angesehene Landschaftsmalerei gefördert, sondern auch ein breites Angebot künstlerischer Disziplinen angestrebt. Historische Künstlerpersönlichkeiten wie Karl Friedrich Lessing, später Hans Thoma und nach dem Zweiten Weltkrieg Erich Heckel wirkten neben anderen als Lehrer.
Am 1. Oktober 1885 wurde die „Großherzogliche Malerinnenschule Karlsruhe“ unter der Schirmherrschaft von Luise von Preußen eröffnet. Kunstinteressierten Frauen war der Zutritt und somit ein Studium der Kunst an der Großherzoglichen Badischen Kunstschule Karlsruhe verwehrt. 1889 wurde ein Ateliergebäude auf dem Anwesen der Akademie in der Reinhold-Frank-Straße 65 (Westendstraße 65) errichtet, in welchem die Malerinnenschule und die Radierschule untergebracht wurde. Viele Lehrer der Akademie übernahmen auch den Unterricht der Damen. Ab 1919 öffnete sich die Akademie auch allmählich für Frauen und die Malerinnenschule stellte im Jahre 1923 den Unterricht ein.
1920 fusionierte die Kunstschule mit der Kunstgewerbeschule zur „Badischen Landeskunstschule“. Besondere Bedeutung erlangte die Akademie als Zentrum der Neuen Sachlichkeit, bevor das nationalsozialistische Regime die Reformbestrebungen unterbrach. Bekannte Künstler dieser Epoche wie Rudolf Dischinger, August Babberger, Karl Hubbuch, Georg Scholz sowie Wilhelm Schnarrenberger wurden bereits Mitte des Jahres 1933 fristlos aus ihrem Lehramt entlassen und ihre Kunstwerke als „entartet“ diffamiert.
Nachdem 1942 Fliegerangriffe große Teile des Akademiegebäudes zerstört hatten und der Lehrbetrieb erheblich eingeschränkt war, wurde der Unterricht 1944 eingestellt. Im Wintersemester 1947/48 fand die Neueröffnung der zunächst „Badischen Akademie der bildenden Künste“ statt. Ab 1956 verfügte die Akademie zudem über eine Außenstelle in Freiburg. Zum Wintersemester 2017/18 wurden die zwei Malereiklassen nach Karlsruhe verlegt. 1961 erhielt die als „Staatliche Akademie der Bildenden Künste Karlsruhe“ titulierte Hochschule eine Rektoratsverfassung. Gleichzeitig beschloss man im Zuge einer Reform, die angewandten Bereiche nicht mehr in das Lehrangebot aufzunehmen und dieses auf freie Kunst (Malerei, Bildhauerei, Zeichnung) zu konzentrieren. Ausgebildet werden seitdem ausschließlich bildende Künstler und Kunsterzieher für die gymnasiale Oberstufe. Dem ersten gewählten Rektor Gaensslen folgten der Bildhauer Hans Kindermann, die Maler Harry Kögler, Klaus Arnold und ab 1988 der Kunsthistoriker Andreas Franzke. Von Herbst 2000 bis August 2012, über zwei Amtsperioden, leitete der Maler Erwin Gross die Akademie. Ernst Caramelle wurde zum 1. September 2012 zu seinem Nachfolger ernannt. Ab 1. September 2018 übernahm Harald Klingelhöller die Leitung der Akademie als Rektor.

## Studium und Lehre
Lange Jahre galt die Karlsruher Akademie primär als „Malerakademie“. Den Neoexpressionismus der 1980er Jahre vertraten namhaft Georg Baselitz und Markus Lüpertz. Die Bildhauerei hatte daneben jedoch immer ihre Berechtigung. Es gibt neben den 13 Malerei- und Grafik-Klassen drei Bildhauerklassen. Es werden zwei Studiengänge angeboten: Freie Kunst und Lehramt für den Unterricht am Gymnasium. Lehramtsstudenten müssen ein weiteres wissenschaftliches Beifach studieren. Ab Wintersemester 2018/19 wurde dafür das Erweiterungsfach Intermediales Gestalten (IMG) in Kooperation mit dem KIT Karlsruhe eingerichtet.
Die technisch-künstlerische Ausbildung findet in den Werkstätten statt.
Die Ausbildung der rund 300 Studierenden findet im gemeinsamen Klassenverband statt. Theoretische Lehrveranstaltungen der Kunstgeschichte und -didaktik sowie Kunst und Theorie ergänzen das praktische Studium.

## Lage

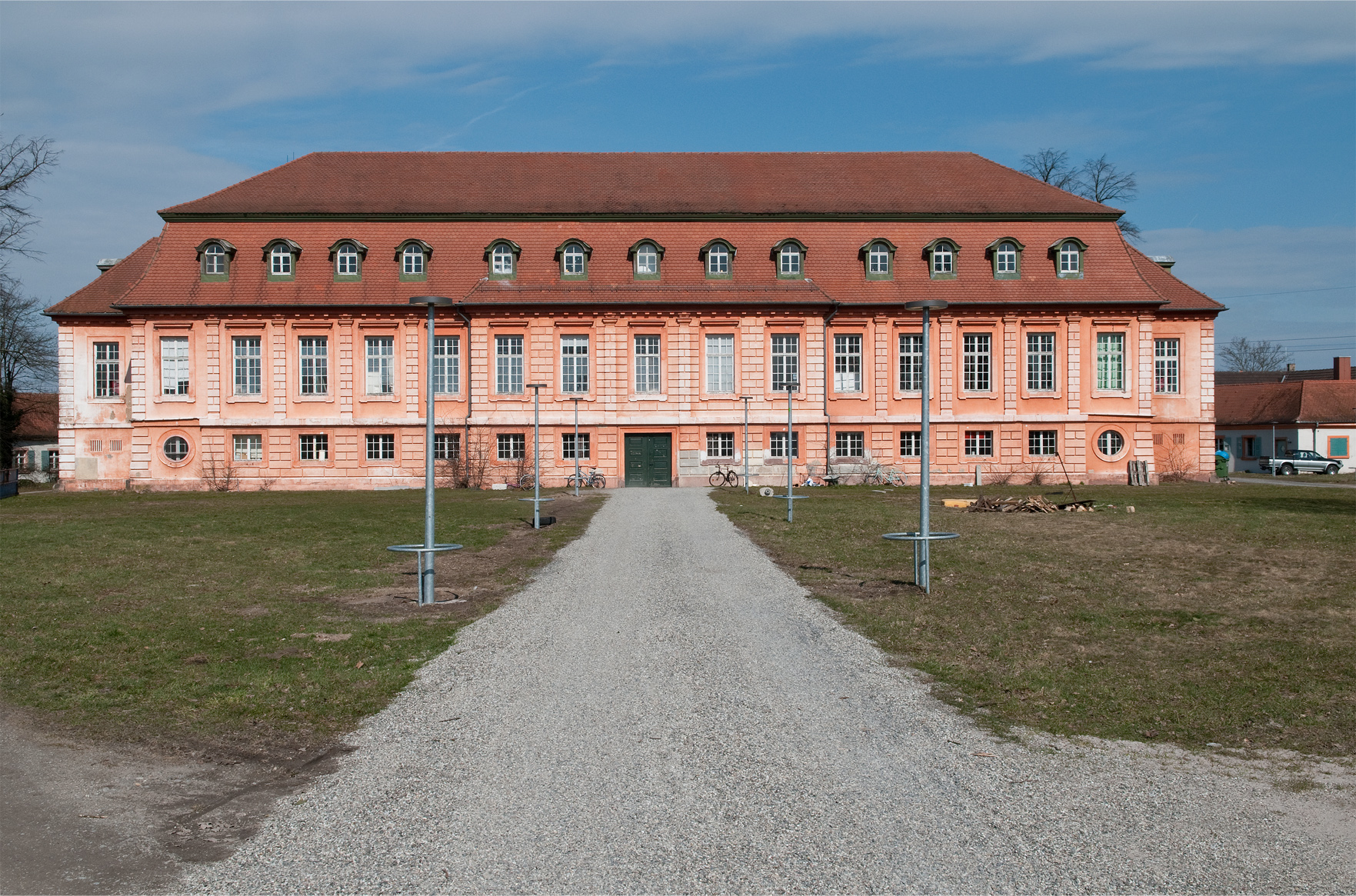
Zwei Malereiklassen und eine Bildhauerklasse der Kunstakademie sind in Schloss Scheibenhardt untergebracht.

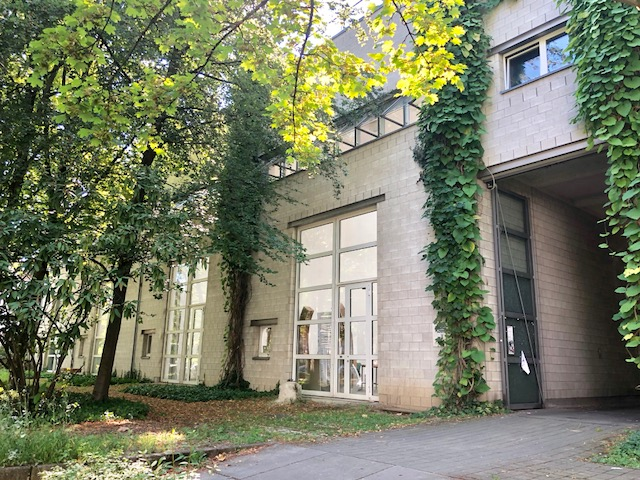
Die Bildhauerateliers befinden sich am Scheffelplatz, wo ursprünglich die Karlsruher Akademie beheimatet war.

Die Räume sind in Karlsruhe über vier Standorte verteilt – das Hauptgebäude in der Reinhold-Frank-Straße (Weststadt), der sogenannte Bildhauergarten mit seinen Gebäuden in der Bismarckstraße und das Schloss Scheibenhardt am Stadtrand. Verwaltung und Bibliothek befinden sich in einer Gründerzeitvilla in der Nähe des Hauptgebäudes. In der Jahnstraße 18, der Schönleber-Villa, sind Ateliers, die Räume der Bildungswissenschaften, die Fotowerkstatt und die Kommunikationsabteilung untergebracht.

## Bekannte Professoren und ehemalige Studenten
Siehe Liste bekannter Professoren und ehemaliger Studenten der Kunstakademie Karlsruhe